# 布拉泰什鄉

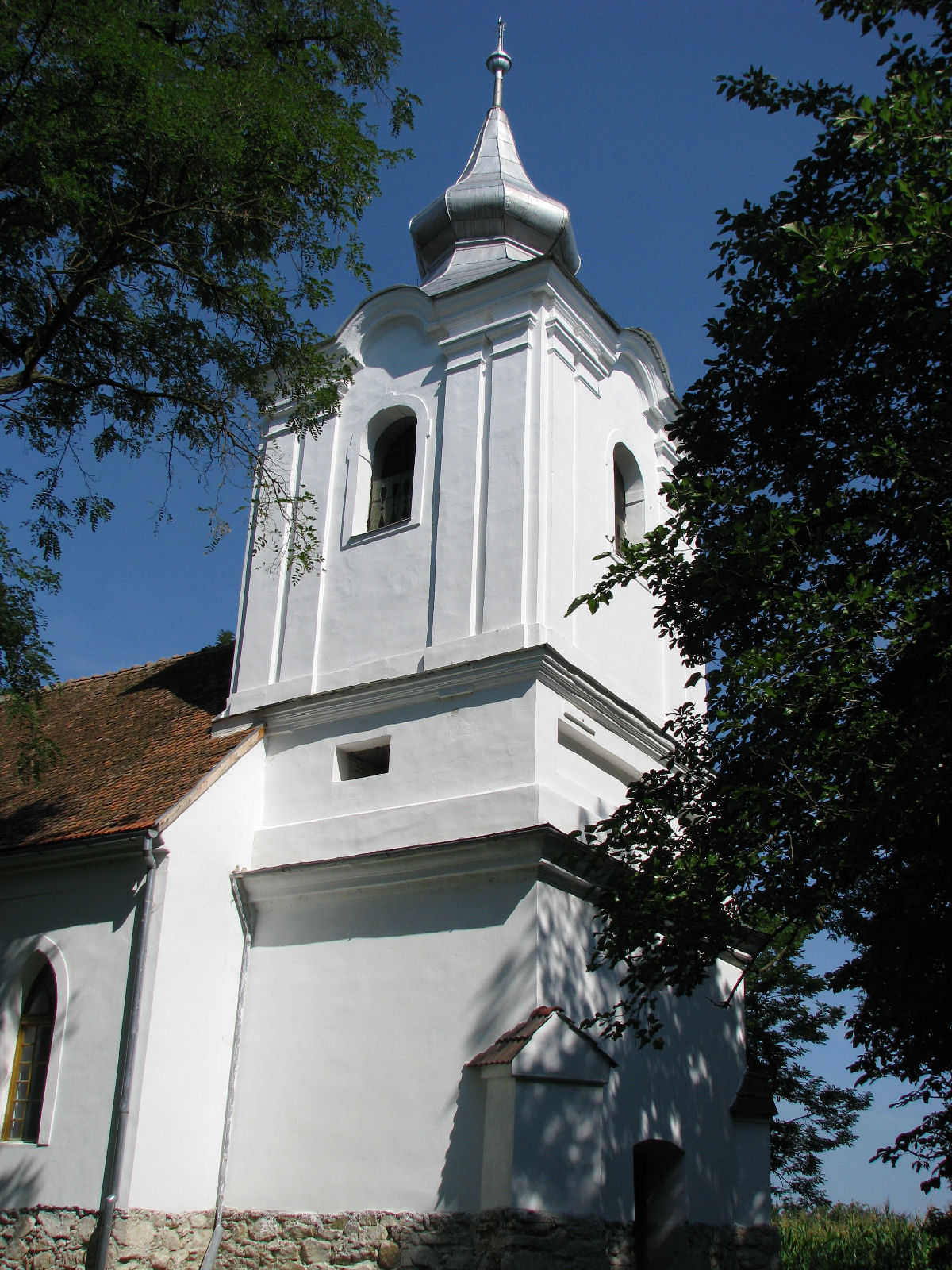

45°50′0″N 26°4′0″E / 45.83333°N 26.06667°E
布拉泰什鄉（羅馬尼亞語：Comuna Brateș, Covasna），是羅馬尼亞的鄉份，位於該國中部，由科瓦斯納縣負責管轄，處於布加勒斯特以北160公里，每年平均降雨量1,048毫米，海拔高度529米，2007年人口1,524。